# Хиллингдон (боро Лондона)
Лондонский боро Хиллингдон (англ. London Borough of Hillingdon, произношениео файле) — самый западный из 32 лондонских боро, часть исторического графства Мидлсекс. Часть, так называемого, «Внешнего Лондона» — территории, не входившей до 1965 года в Графство Лондон. Площадь — 115,70 км². Район поделён на 22 избирательных округа.

## История
Район был образован 1 апреля 1965 года объединением четырёх районов Мидлсекса.

## Население
По данным переписи 2011 года население боро Хиллингдон составляет 275 500 человек, из них 20,8 % составили дети (до 15 лет), 64,3 % лица трудоспособного возраста (от 16 до 64 лет) и 15,0 % лица пожилого возраста (от 65 лет и выше).

### Этнический состав
Основные этнические группы, согласно переписи 2007 года:
60,6 % — белые, в том числе 52,2 % — белые британцы, 2,2 % — белые ирландцы, 0,1 — ирландские путешественники и 6,1 % — другие белые;
17,8 % — выходцы из Южной Азии, в том числе 13,4 % — индийцы, 3,4 % — пакистанцы и 1,0 % — бенгальцы;
1,1 % — китайцы;
6,5 % — другие азиаты;
7,3 % — чёрные, в том числе 4,1 % — чёрные африканцы, 1,7 % — чёрные карибцы (ямайцы) и 1,5 % — другие чёрные;
1,1 % — арабы;
3,8 % — метисы, в том числе 1,3 % — азиаты, смешавшиеся с белыми, 1,0 % — чёрные карибцы, смешавшиеся с белыми, 0,5 % — чёрные африканцы, смешавшиеся с белыми и 1,0 % — другие метисы;
1,9 % — другие.

### Религия
Статистические данные по религии в боро Хиллингдон на 2011 год:
| Религия      | Хиллингдон % | Лондон % | Англия % |
| ------------ | ------------ | -------- | -------- |
| Христианство | 49,2         | 48,4     | 59,4     |
| Ислам        | 10,6         | 12,4     | 5,0      |
| Индуизм      | 8,0          | 5,0      | 1,5      |
| Сикхизм      | 6,7          | 1,5      | 0,8      |
| Буддизм      | 0,9          | 1,0      | 0,5      |
| Иудаизм      | 0,6          | 1,8      | 0,5      |
| Другие       | 0,6          | 0,6      | 0,4      |
| Нет религии  | 17,0         | 20,7     | 24,7     |
| Не указана   | 6,4          | 8,5      | 7,2      |

## Транспорт
По территории Хиллингдона проходят Линия Метрополитэн и Линия Пикадилли Лондонского метрополитена. В южной части боро находится аэропорт Хитроу — крупнейший международный аэропорт Лондона, считающийся третьим по загруженности пассажирским аэропортом в мире (2013 год), и первым в Европе.

## Спорт
В боро базируется футбольный клуб «Уилдстон», играющий в Национальной лиге, пятом по значимости футбольном турнире Англии.
В районе Райслип проводятся матчи по гэльскому футболу, в том числе с участием сборной Лондона, составленной из представителей ирландской диаспоры.

## Достопримечательности
- Польский военный мемориал